# Stan Hawkins
Stanley Hawkins, detto Stan (24 novembre 1924 – Coulsdon, 11 luglio 2004), è stato un pallanuotista britannico.
Ha disputato le Olimpiadi di Helsinki 1952.